# Karl Schlabow
Karl Schlabow (27 avril 1891 – 30 septembre 1984) est un archéologue, directeur de musée et conservateur allemand, spécialisé dans les textiles et la restauration des corps des tourbières. Il a fondé le Musée du textile de Neumünster. Depuis sa mort, ses restaurations ont été critiquées comme étant trop agressives.

## Vie et carrière
Né à Neumünster, Schlabow a étudié la peinture à l'Académie des Beaux-Arts de Munich, puis a passé deux ans au Pérou. À son retour en 1926, sur la recommandation du fabricant de textile Ludwig Simons, il devient directeur du musée municipal de Neumünster, qu'il transforme en musée du textile.
Sur les conseils d’Otto Lehmann du musée d’Altona, Schlabow se consacre à l'étude approfondie de l’histoire des textiles et de l’artisanat textile. En 1928, il est chargé par Gustav Schwantes du Musée de la préhistoire de Kiel de cataloguer et organiser les collections textiles du musée, comprenant des pièces datant de l’âge du Bronze et de l’âge du Fer, provenant de fouilles archéologiques dans des tourbières et des tumulus funéraires.
Ces textiles, souvent abîmés et fragiles, étaient peu attrayants pour une exposition. Avec l’aide de son assistant Willi Schramm et d’autres collaborateurs, Schlabow les restaure, recréant les parties manquantes avec un souci du détail. Une exposition itinérante de ces textiles est organisée à Brême, Hambourg et Berlin pendant plus de trois ans avec succès, avant d’intégrer la collection permanente du Musée du textile de Neumünster.
Schlabow a également travaillé en étroite collaboration avec Herbert Jankuhn, un officier SS directeur du Musée des Antiquités de la Patrie à Kiel, précurseur du Musée archéologique d'État du Schleswig-Holstein au château de Gottorf. Il était membre de l'Ahnenerbe, une organisation pseudo-scientifique nazie, au sein de laquelle il a participé à l'étude de la Tapisserie de Bayeux pendant l’occupation allemande de la France. Après la Seconde Guerre mondiale, il est interné jusqu’en 1947.
Après sa libération, il retourne au musée de Neumünster et participe à la reconstruction du bâtiment et de la collection, gravement endommagés. En 1948, il s’installe à Schleswig, où il aide à développer le musée archéologique d’État et à conserver les découvertes des tourbières de Thorsberg et de Nydam. Il est responsable de la reconstitution de la plupart des textiles de l’âge du Fer connus à l’époque.
Il mène également des expériences, notamment le tissage de manteaux cérémoniels sur des métiers à tisser reconstitués. Il publie de nombreux articles et, après sa retraite, continue de travailler dans le domaine de l’archéologie textile. En 1976, il publie Textilfunde der Eisenzeit in Norddeutschland, un ouvrage de référence. Il est enterré au cimetière de Neumünster.

## Distinctions
- Le 27 avril 1951, pour son 60ᵉ anniversaire, Schlabow reçoit un doctorat honorifique de l’Université de Kiel.
- Le 1ᵉʳ juin 1977, la ville de Neumünster lui décerne la médaille Caspar von Saldern pour ses contributions au musée et à la ville.

## Controverse
Depuis une publication de 1978 de Michael Gebühr (de), ancien conservateur du Musée archéologique d'État du Schleswig-Holstein, ses restaurations sont critiquées. Il semble avoir privilégié l’effet esthétique plutôt que l’exactitude scientifique.

### Exemples de restaurations controversées

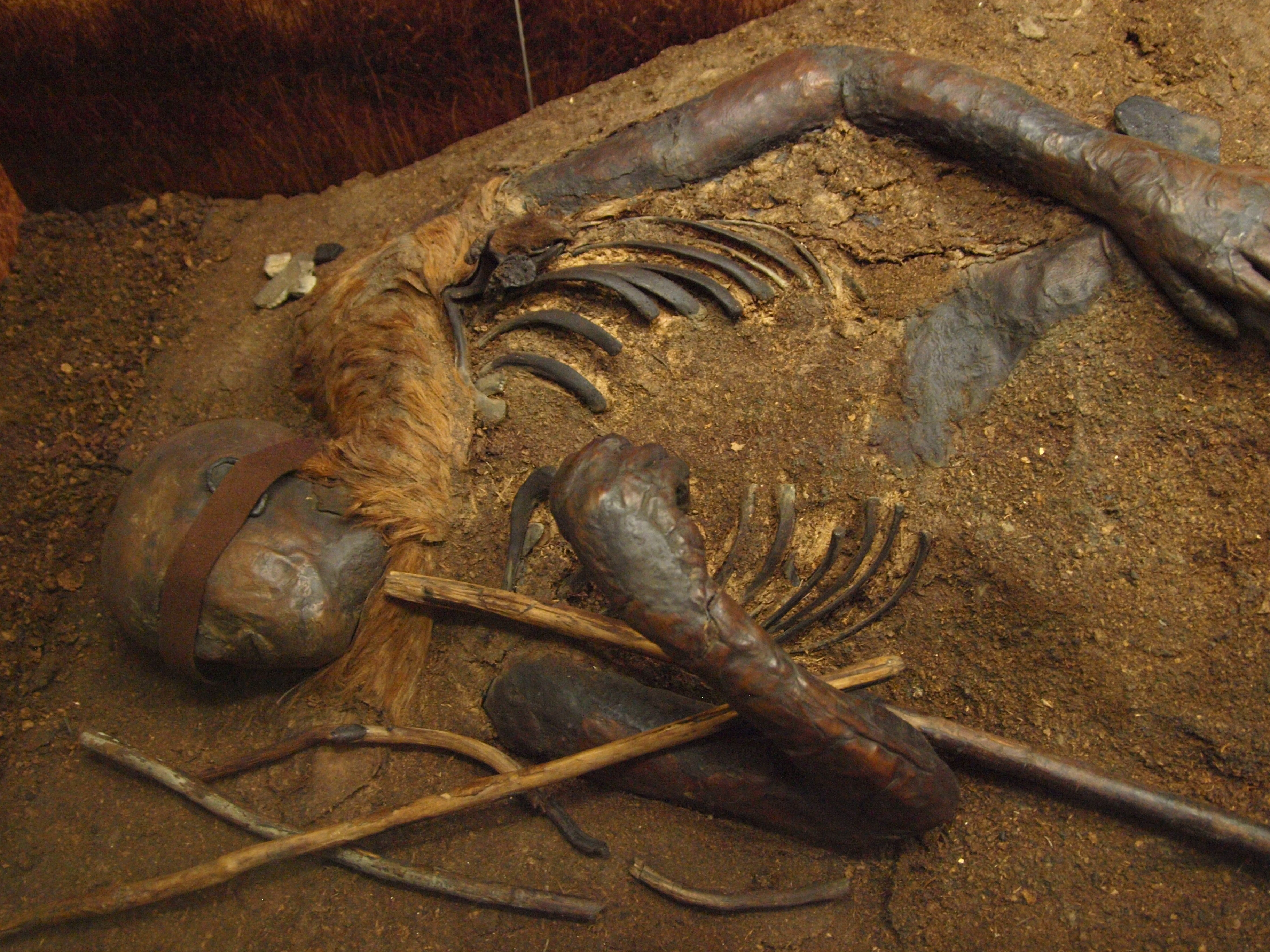
Haut du corps de l'homme des tourbières Windeby I.

- Ajout d'une mâchoire inférieure non originale à l'Homme d'Osterby.
- Modification de la main de l'homme des tourbières Windeby I (en) pour lui faire faire un geste obscène, celui de la figue.
- Altération des dessins du site de fouilles.
- Ajout de parties génitales sur la statue féminine des figures de la tourbière de Braak (en).
- Mauvaise interprétation d’un corps de bébé trouvé à Wilhelmshaven, qu’il décrit à tort comme un sacrifice humain[2].

Michael Gebühr (de) suggère que Schlabow était « peut-être simplement trop imaginatif et dépassé scientifiquement ».

## Publications sélectionnées
- (en) "'Rough justice' of 2000 years ago: an executed girl preserved in peat". Illustrated London News, 19 décembre 1953, p. 1015.
- (de) Der Thorsberger Prachtmantel: Schlüssel zum altgermanischen Webstuhl. Neumünster: Wachholtz, 1965.
- (de) Textilfunde der Eisenzeit in Norddeutschland. Neumünster: Wachholtz, 1976.